# Башта Цибона
Башта Цибона (хорв. Cibonin toranj) — висотний будинок у центрі столиці Хорватії Загреба, на площі Дражена Петровича, 3, біля перехрестя Савського шляху і вулиці Краньчевича. Збудований 1987 року.

## Технічні дані
Будівля заввишки 92 метри (на 4,15 м нижча від бізнес-центру «Строярська»), має 25 надземних поверхів. На даху є радіощогла, що збільшує висоту «башти» до 105 м. Башта Цибона займає 5-тє місце в Хорватії за висотою (2-ге, якщо враховувати і антену).
Висотний будинок є частиною комплексу, який включає нижчі ділові споруди, баскетбольну залу ім. Дражена Петровича на 5400 місць і мистецьку інсталяцію.
Хмарочос циліндричний, діаметром 25 м, з 4-ступеневим скороченням діаметру, що увінчується радіощоглою. Фасад виконано з темної сталі, повністю світловідбивного скла і чорного граніту. Вікна не глухі. Перший ступінь закінчується на 21-му поверсі, другий — на 23-му, третій — на 24-му, четвертий — на 25-му. Обід вежі тримається за допомогою 26 залізобетонних пілонів, які роблять його стійким до землетрусів у 7 балів за шкалою Ріхтера та ударів невеликих літаків (типу Сессни).

## Історія
Його будівництво, розпочавшись у квітні 1986 року, завершилося 1987 року і приурочувалося до універсіади, яка того року відбувалася в Загребі. Архітектором, який розробив конструкцію будівлі, був Маріян Хржич.
Останнім відомим господарем башти був «Агрокор» — найбільша харчова компанія Центральної та Східної Європи.
Станом на 2018 рік, ЗМІ повідомляли, що висотний будинок і прилеглі до нього споруди перебувають у поганому стані.

## Башта в різних ракурсах

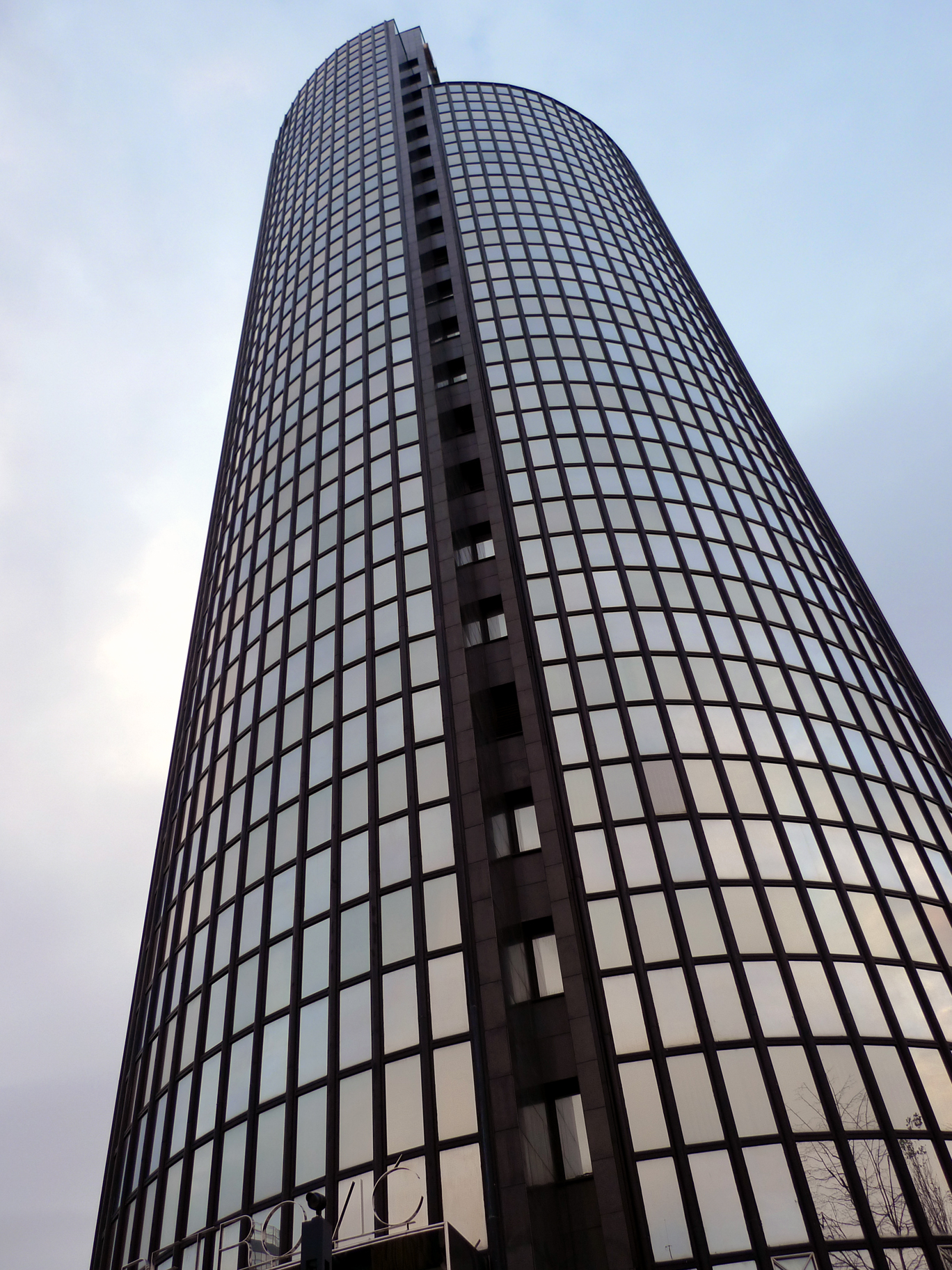
Башта знизу вгору
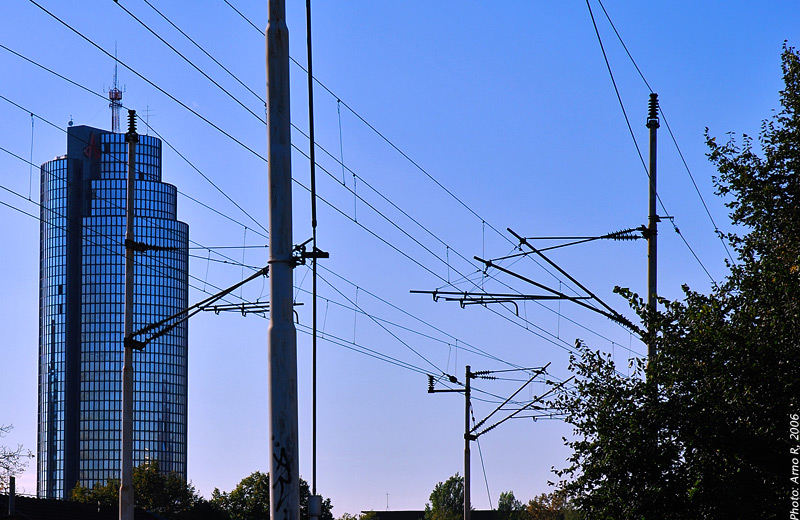
Башта з відстані